# Vifornița
Vifornița este un film românesc din 1973 regizat de Mircea Moldovan. Rolurile principale au fost interpretate de actorii Silviu Stănculescu, Ion Besoiu și Eugenia Bosînceanu.

## Distribuție
Distribuția filmului este alcătuită din:
- Silviu Stănculescu — Varlaam Ștefu, secretar al Biroului Raional al PMR, trimis disciplinar ca instructor cu probleme de colectivizare într-o comună de la marginea raionului
- Ion Besoiu — Adam, instructor raional cu probleme de colectivizare
- Eugenia Bosînceanu — Paraschiva, secretara organizației comunale a PMR
- Nae Gh. Mazilu — Anania Deheleanu, președintele Gospodăriei Agricole Colective (GAC) „Drum nou”
- Lujza Orosz — Rafira, țărancă bătrână, mama lui Ștefu (menționată Luiza Orosz)
- Cosmin Ghiară — Mircea, fiul lui Varlaam Ștefu, student la Institutul de Agronomie
- Anton Tauf — Cismaș, învățătorul tânăr cu porniri ariviste
- Ernest Maftei — Dobrotă, învățător bătrân, directorul școlii, mutat disciplinar din sat pe motiv că ar fi reacționar
- Toma Dimitriu — Balomir, agitatorul politic al organizației comunale PMR
- Mihai Mereuță — Ghideon, țăran colectivist
- Nucu Păunescu — Retegan, preotul satului
- Elena Stescu — Marta, învățătoare, soția lui Dobrotă
- Ferenc Bencze — Afron, țăranul bigot care nu vrea să se înscrie în GAC (menționat Ferencz Bencze)
- Petre Gheorghiu-Goe — țăran colectivist slăbănog
- Dan Damian — Laurențiu, fiul lui Afron
- Octavian Cosmuță
- Andrei Bursaci — țăran cu mustață
- Haralambie Polizu — țăran bătrân
- Ștefan Bănică — șeful fanfarei sătești
- Dumitru Chesa — Gaftonie, tehnician zootehnist
- Julieta Strîmbeanu — țărancă colectivistă
- Ion Manolescu
- Lucreția Jomolean

## Primire
Filmul a fost vizionat de 1.490.564 de spectatori în cinematografele din România, după cum atestă o situație a numărului de spectatori înregistrat de filmele românești de la data premierei și până la data de 31 decembrie 2014 alcătuită de Centrul Național al Cinematografiei.